# Anzola d'Ossola
Anzola d'Ossola é uma comuna italiana da região do Piemonte, província do Verbano Cusio Ossola, com cerca de 443 habitantes. Estende-se por uma área de 13,84 km², tendo uma densidade populacional de 34 hab/km². Faz fronteira com Massiola, Ornavasso, Pieve Vergonte, Premosello-Chiovenda, Valstrona.

## Demografia
| Variação demográfica do município entre 1861 e 2011                               |
|                                                                                   |
| Fonte: Istituto Nazionale di Statistica (ISTAT) - Elaboração gráfica da Wikipedia |